# Chiesa di Santa Maria delle Grazie (Cerignola)
La chiesa di Santa Maria delle Grazie di Cerignola è una chiesa campestre costruita nel XIV secolo ubicata nell'agro cittadino, in località Contrada San Martino.

## Storia
La chiesa fu fatta costruire da Lorenzo e Goffredo Lupis, fuggiti dalla città di Giovinazzo nel 1382. È nota anche con il nome di "Chiesa del Padre Eterno", a causa delle numerose immagini che ritraggono questo soggetto; è inoltre nota con l'appellativo di "Incoronatella", dalla cappella laterale fatta costruire nel 1785 dalla famiglia Battaglino e consacrata per l'appunto alla Madonna dell'Incoronata, venerata nel santuario presente nel borgo omonimo nei pressi di Foggia.

## Architettura

### Esterno

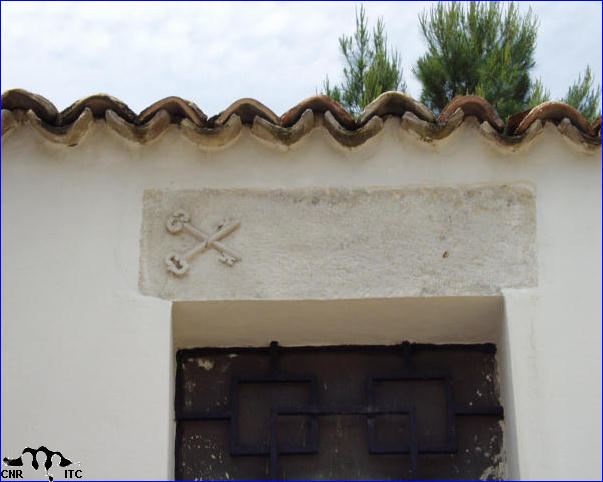
Particolare dell'architrave di spoglio reimpiegato nella cappella.

Esternamente la chiesa si presenta con una semplice facciata, decorata solo da due finestre nella parte superiore e da un portale con arco gotico. Sulla lunetta è presente un dipinto che raffigura il Padre Eterno. L'ingresso si trova al di sotto del piano stradale, e vi si accede tramite tre scalini.
La facciata culmina con una campanile molto semplice con una campana risalente al 1904.
Nella parte terminale vi è una piccola abside semicircolare senza cortina.
Annessa alla chiesa, sul lato sinistro, vi è una seconda costruzione più recente, un tempo adibita a sacrestia.

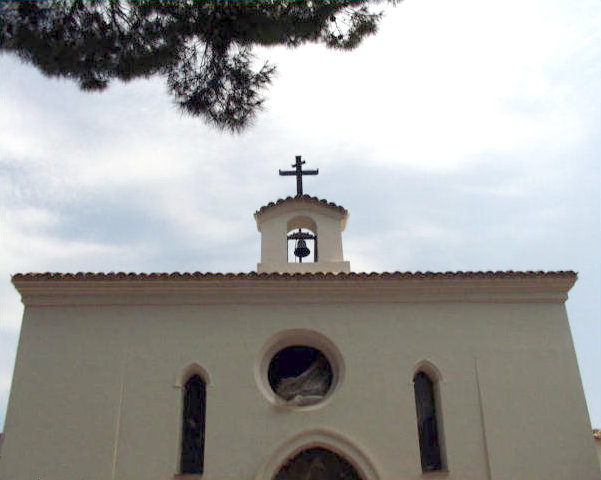
Particolare delle due finestre poste sulla facciata.
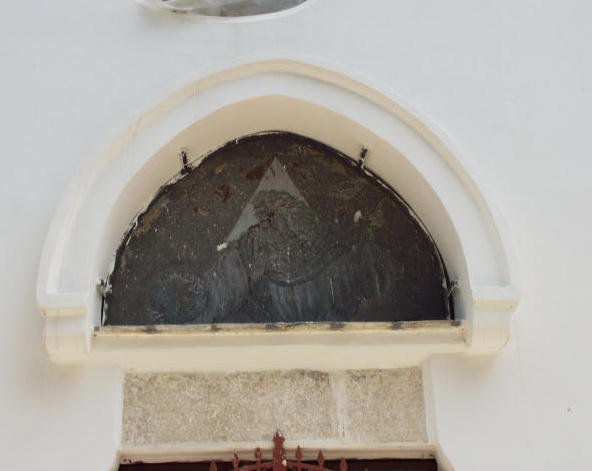
Particolare della lunetta del portale.
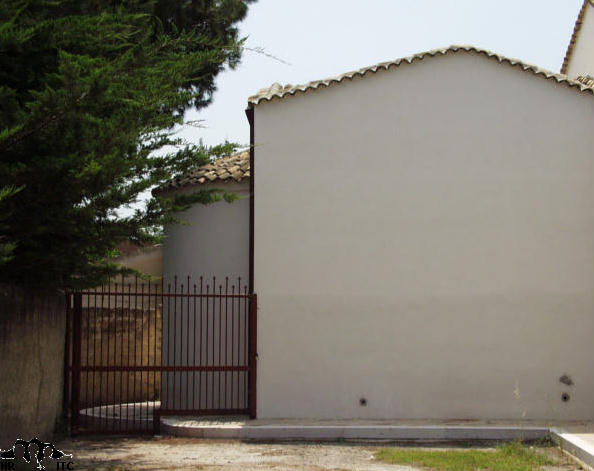
Esterno della zona absidale.
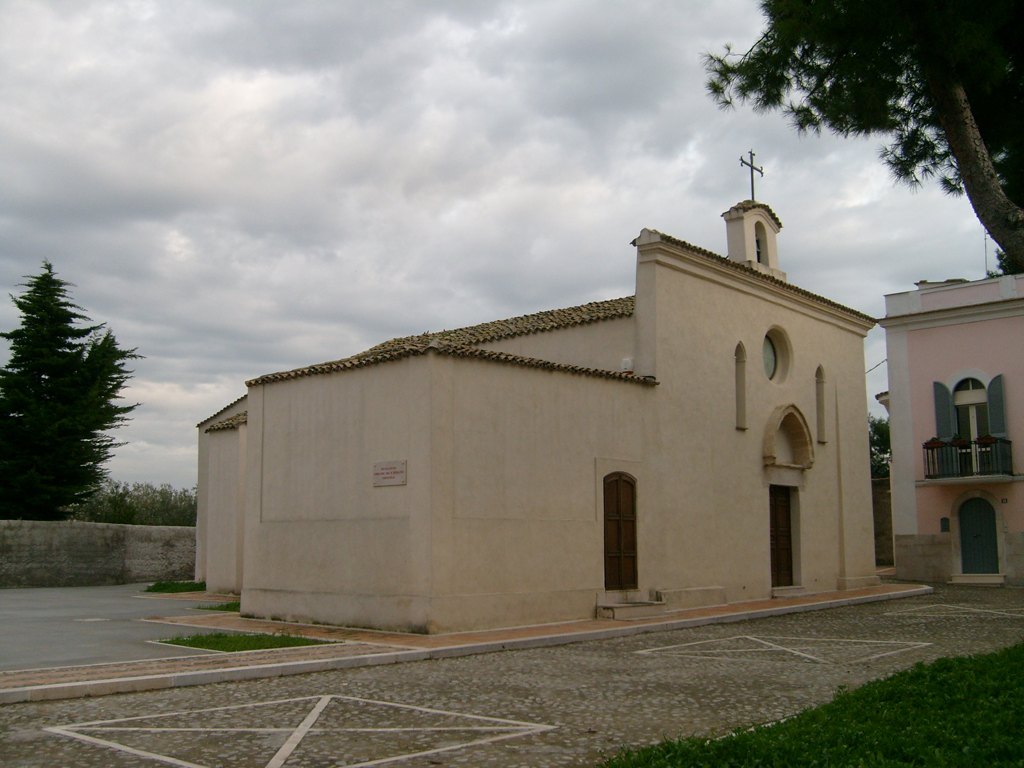
Panoramica della chiesa con l'annessa sacrestia.

### Interno

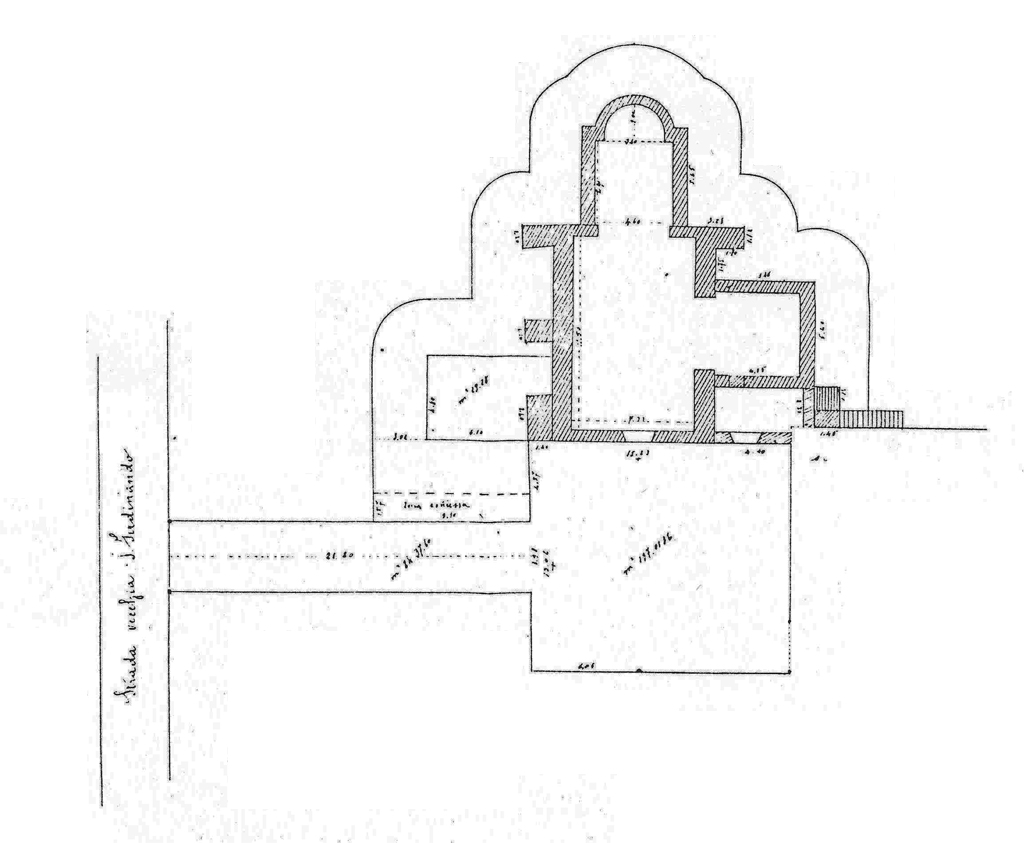
Pianta della chiesa.

A destra dell'ingresso si trova un passaggio con arco policentrico, che permette di accedere alla cappella dell'Incoronata; sulla sinistra due archi a tutto sesto sovrastano l'ingresso alla sacrestia e l'altare settecentesco, intitolato alla Vergine delle Grazie. Una nicchia conserva una quattrocentesca statua in legno della Madonna.
Il pavimento originario, in cotto di Canosa, è stato sostituito dall'attuale durante i lavori di restauro del 1969.
Nel presbiterio la volta a crociera è contrassegnata da due costoloni, che terminano a circa due metri dal pavimento con due immagini allegoriche rappresentanti due mani e due tartarughe. Nel punto in cui i costoloni si incrociano, è posta una sfera in muratura che presenta l'iscrizione: "Ave Maria".
Nella cappella dell'Incoronata si trova un altare costruito in pietra leccese decorato con fregi e che reca sui cantonali lo stemma della famiglia Battaglino, che sovvenzionò la costruzione della cappella. In una nicchia è conservato un dipinto su tela con l'effigie della Vergine Incoronata che presenta, in basso a sinistra, l'iscrizione: "Francisci Battaglini quond(am)/Hjacinti 1784".
Sull'altare di destra vi è un altro stemma della famiglia Battaglino, in pietra leccese, circondato da una cornice a volute e con una dedica in basso.
Sono presenti numerose tracce di affreschi, in particolare quelli quattrocenteschi su l'arco trionfale, con Cristo risorto e le quattro figure sulla parete destra del presbiterio (Santa Lucia, san Vito e San Leonardo, con una quarta figura non identificata) e le tre sulla parete sinistra (Vergine delle Grazie al centro). Nell'abside sono raffigurati una Madonna delle Grazie con gli Apostoli e Padre Eterno con la Madonna e san Giovanni Battista inginocchiati ai lati, in basso.
Nella chiesa si conservano inoltre tre graffiti: uno del 1503 ricorda la battaglia di Cerignola tra francesi e spagnoli (qui infatti fu trasportato il corpo senza vita di Louis d'Armagnac, duca di Nemours, comandante dell'esercito francese sconfitto. Un secondo del 1591 ricorda la rimozione e sostituzione delle vecchie porte e l'ultimo del 1691 è relativo ad un terremoto e ad un'epidemia di peste.

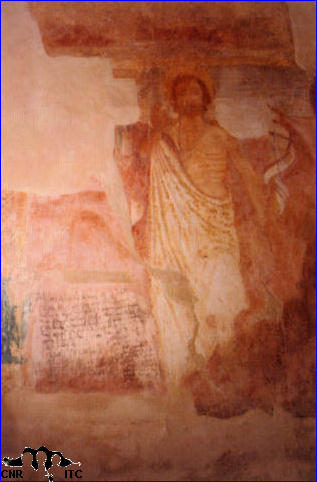
Affresco sull'arco trionfale.
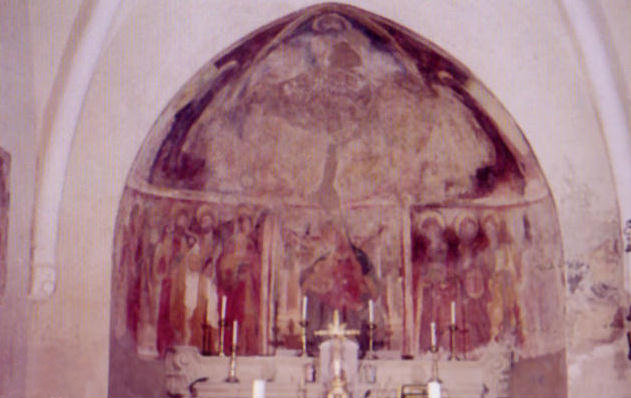
Affresco sulla parete dell'abside.
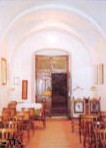
Interno della chiesa